# Massacre de Glitiškės

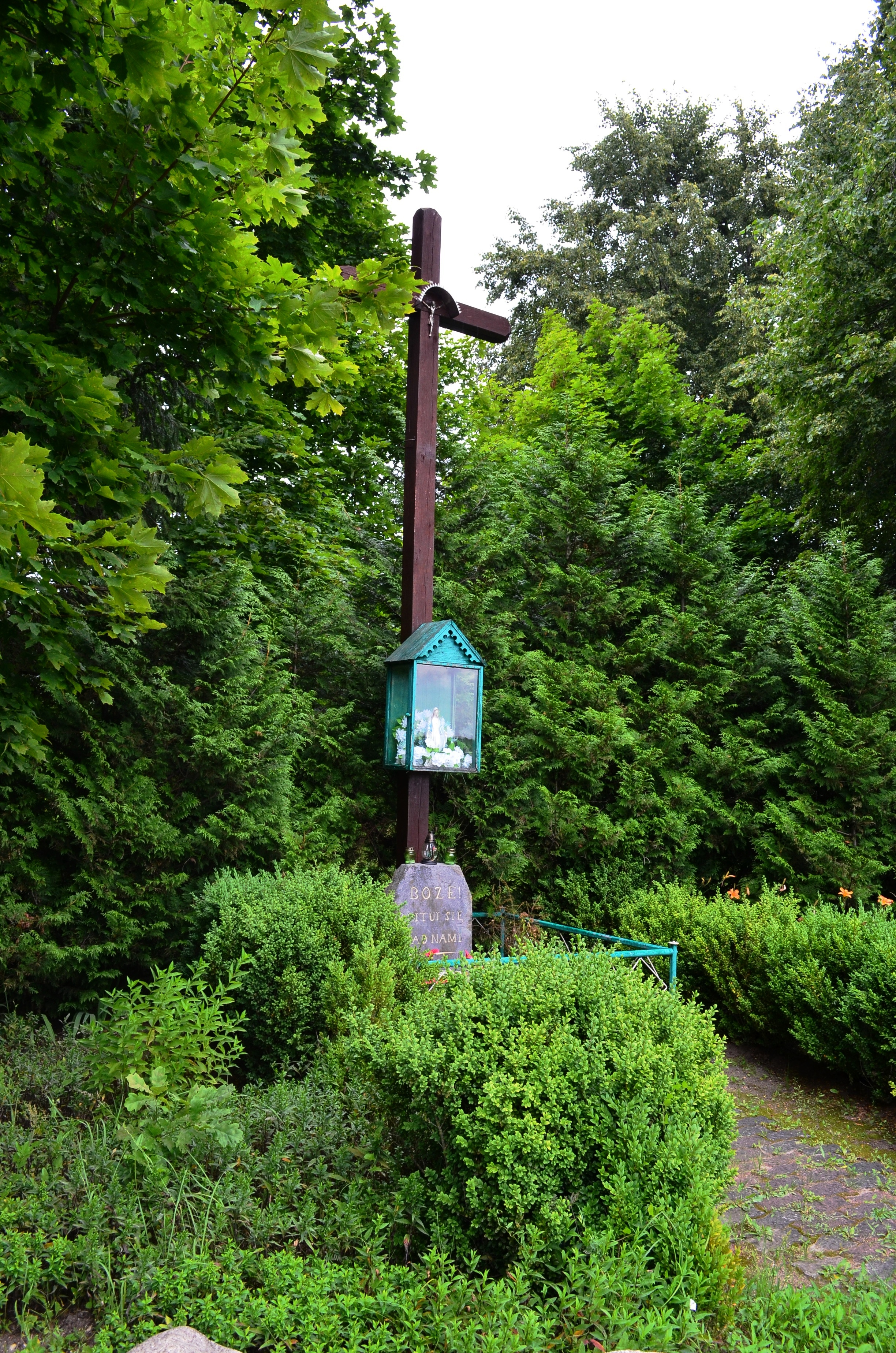
Croix rendant hommage aux victimes du massacre, avec l'inscription : Boże ! Zlituj się nad Nami.

Le massacre de Glitiškės est une tuerie de masse commise contre les civils polonais le 20 juin 1944 pendant la Seconde Guerre mondiale, dans le village de Glinciszki, ou Glitiškės (dans la Seconde République polonaise d'avant-guerre, en temps de guerre le Generalbezirk Litauen, RSS de Lituanie d'après-guerre, maintenant Lituanie). Perpétré par un bataillon de police auxiliaire lituanien subordonné aux nazis, 27 civils sont assassinés, dont 12 femmes, 11 enfants et 6 hommes âgés, en représailles de la mort de quatre policiers nazis lituaniens la veille au soir lors d'une escarmouche avec les unités de résistance polonaises de la 5e brigade de l'Armia Krajowa commandée par le lieutenant Wiktor Wiącki. En guise de vengeance, l'Armia Krajowa assassina 20 à 27 civils lituaniens lors du massacre de Dubingiai deux jours plus tard.  